# Closterocerus splendens
Closterocerus splendens är en stekelart som beskrevs av Kowalski 1917. Closterocerus splendens ingår i släktet Closterocerus och familjen finglanssteklar.
Artens utbredningsområde är:
- Papua Nya Guinea.
- Vanuatu.

Inga underarter finns listade i Catalogue of Life.